# سپیده شاملو
سپیده شاملو (زاده اسفند ماه ۱۳۴۷) نویسنده ایرانی است. سپیده شاملو در سال ۱۳۴۱ در تهران متولد شد. فارغ‌التحصیل رشته زبان انگلیسی است. اولین رمان وی «انگار گفته بودی لیلی» در سال ۱۳۷۹ جایزه داستان‌نویسی گلشیری را دریافت کرد. «سرخی تو از من» دومین رمان شاملو در سال ۱۳۸۴ نامزد دریافت جوایز مختلف بود. یک مجموعه داستان کوتاه هم از وی چاپ شده‌است تحت عنوان «دستکش قرمز» که شامل ده داستان کوتاه است. وی تجربه کار در سینما را هم دارد، مانند: مشاوره در کارگردانی فیلم «لاک پشت‌ها هم پرواز می‌کنند» و نقد فیلم. رمان «سرخی تو از من»، یک رمان روانشناختی است و از جمله آثاری است که نویسنده آن کوشیده‌است بحران شخصیتی، رفتاری و ارتباطی یک انسان را از دریچه یک بیماریِ شناخته شده و تعریف شده توسط علم روانکاوی، ریشه‌یابی، تحلیل و حتی تا حدودی درمان نماید یا حداقل تخفیف دهد. در این رمان چندلایه‌ای، نویسنده تلاش می‌کند تا سرنوشت‌های مختلف زنانه را به تصویر درآورد. علاوه بر این نویسنده می‌کوشد تا به شکل برجسته‌ای در رمان خود، از طریق ترکیب همزمان تکنیک‌های داستان‌نویسی و تکنیک‌های روانکاوی چون هیپنوتیزم و پالایش ذهن، به تشریحِ احوال مبتلایان به این اختلال بپردازد. این رمان، روایتگر زندگی چند زن به شکل موازی است که در یک نقطه به اشتراک می‌رسند. نگار، شخصیت محوری داستان (در زمان حالِ داستان)، زن مطلقه آشفته، روان‌پریش، مضطرب و افسرده‌ای است که فقط هفته‌ای یکبار اجازه دیدن تنها پسرش (فرهاد) را دارد. به تازگی خانه ای اجاره کرده‌است. مستأجر پیشین، فرزانه (شخصیت اصلی دوم) بوده‌است. لیلا (شخصیت اصلی سوم قصه)، پزشک روانکاو میانسالی است و تخصص اصلی او روانکاوی زنانی است که به هر دلیلی دست به خودکشی می‌زنند.
«سپیده شاملو» نویسنده ایرانی است که پیش از رمان‌نویسی، مقالاتی دربارهٔ سینما می‌نوشت و تازه با انتشار رمان «انگار گفته بودی لیلی» بود که به عنوان داستان‌نویس مطرح شد. این رمان برنده جایزه گلشیری در سال ۱۳۷۹ شد. سپیده شاملو کارشناسی زبان انگلیسی دارد. مدتی مقالاتی دربارهٔ سینما نوشت و با انتشار رمان انگار گفته بودی لیلی به عنوان داستان‌نویس مطرح شد.

## زندگی
سپیده شاملو کارشناسی زبان انگلیسی دارد. مدتی مقالاتی دربارهٔ سینما نوشت و با انتشار رمان انگار گفته بودی لیلی به عنوان داستان‌نویس مطرح شد.

## آثار

### رمان
- انگار گفته بودی لیلی
- به وقت بهشت
- سرخی تو از من

### مجموعه داستان
- دستکش قرمز

شاملو گفت: «به وقت بهشت» را یک زن نوشته ولی یکی از مرد سالارانه‌ترین کتاب‌هایی است که بنده خوانده‌ام زیرا نویسنده بسیار خوب در جهت ترویج ارزش‌های تعریف شده در جامعه برای زن عمل کرده‌است.
داستان «به وقت بهشت» روایت‌های دختری به نام ترلان از زندگی است و آنچه اطرافش می‌گذرد. در اولین بخش کتاب راوی از روزی می‌گوید که قرار است به این دنیا بیاد او تنها نیست. ۳ نفر هستند. اولی بی معطلی به دنیا می‌آید. دومی از آمدن منصرف می‌شود و سومی که او باشد نمی‌خواهد از پناه و آغوش خدا دور شود. خدا به او می‌گوید در تو رازی پنهان کردم. رازی که فاش نمی‌شود و او تا ۷ سالگی خواب خدا را می‌بیند… این رمان دارای چهار فصل است که هر کدام از آنها به نام یکی از فصلهای سال خوانده شده‌است. ترلان شخصیت اصلی این رمان دختری است که در آغاز زندگی زناشویی دچار وضعیت جدیدی می‌شود که بر کل زندگی‌اش تأثیر می‌گذارد. شاملو معتقد است: «نویسنده در نهایت حتی بعد از این که ترلان پی به اشتباهش می‌برد دست از سرش برنمی‌دارد و او را می‌کشد. در این اثر یک درگیری و تضاد جدی نیست و تنها تکرار روزمرگی به خوبی پرداخته شده‌است. این کتاب درست است که به دست یک زن نوشته شده، ولی یکی از مرد سالارانه‌ترین کتاب‌هایی است که بنده خوانده‌ام زیرا نویسنده بسیار خوب در جهت ترویج ارزش‌هایی که جامعه برای زن تعریف کرده عمل کرده‌است.»
شاملو به کمبود فضا سازی در این رمان اشاره کرد و توضیح داد: «در این کتاب هیچ زمان و مکانی وجود ندارد. ما می‌دانیم خانه این زن در جایی به غیر از شیراز است. حتی نمی‌دانیم داستان در چه برهه زمانی اتفاق می‌افتد. آیا بیرون از این چهار دیواری هیچ اتفاقی نیست؟ این در واقع چاردیواری ذهنی نویسنده است. قصه‌های فرعی این داستان نیز با داستان ارتباط خوبی ندارند. در واقع آنها آنقدر بدون ارتباط هستند که می‌توان ادعا کرد این طرح داستانی می‌توانست به راحتی در بیست صفحه نیز به داستان تبدیل شود. لحن نویسنده به اثر آسیب می‌زند. به خصوص اگر خانم جورابچیان بخواهد این شیوه را در رمان‌های بعدی خود تکرار کند. در جاهایی که طنز وارد روایت شده کیفیت کار بهتر به نظر می‌رسد. ولی باید گفت یک داستان‌نویس خوب کسی نیست که صرفاً نثر خوبی داشته باشد. ما در این داستان چینش نمی‌بینیم. این موجب می‌شود در همان اول کار برخی بر روی آن به عنوان رمان خط بکشند.»

## جوایز
رمان انگار گفته بودی لیلی، برندهٔ جایزهٔ هوشنگ گلشیری برای بهترین رمان اول، سال ۱۳۷۹

## رمان روان شناختی و آثار سپیده شاملو
ژانر روان شناختی جایی است که ادبیات عامه پسند و ادبیات نخبه گرا به هم می‌پیوندند و بدین گونه آثاری خلق می‌شوند که برای هر دو طیف خوانندگان جذاب محسوب می‌شود. این ژانر، هم در بُعد علمی و هم در شیوه روایت هنرمندانه اش، از نتیجه دریافت‌های علم روان‌شناسی و شاخه‌های مختلف آن به ویژه روان کاوی سود می‌جوید. در این شیوه داستان پردازی، نویسنده برای ترسیم زندگی و هویت انسانی، مستقیماً به ذهن و روان آدمی وارد می‌شود. روان‌شناسی، نویسنده را از ناخودآگاه انسان می‌گذراند تا از خلال واگویه‌های ذهنی و تداعی‌هایش به بیان سرچشمه‌های اختلالات و ناهنجاری‌های شخصیتی و اجتماعی برساند. سپیده شاملو یکی از نویسندگان موفق معاصر است که نویسندگی در ژانر روان شناختی را اختیار کرده‌است. او در تحلیل اندیشه‌های انتقادی خود، علی‌الخصوص در موضوع زنان، از دانش روان‌شناسی استفاده می‌نماید. تحقیق حاضر به بررسی ژانر و رمان روان‌شناسی در آثار شاملو پرداخته‌است. نتایج تحقیق گویای آن است که شاملو علاوه بر استفاده از این دانش در روایت داستان‌هایش و عناصر روایی آن، علی‌الخصوص شخصیت پردازی، به شکلی شاخص و برجسته نام‌ها، تکنیک‌ها، اصطلاحات، و اطلاعات این علم را در بدنه داستان‌های خود وارد نموده‌است.